# Black & White (G.NA의 음반)
Black & White는 가수 G.NA의 첫 정규 음반이다. 2011년 1월 18일 유니버설 뮤직 그룹을 통해 발매되었다.

## 수록곡
1. Black & White
2. 이제 그만 화 풀어요 (With 준범, 현규, 현석)
3. 처음 뵙겠습니다 (With 휘성)
4. 벌써 보고 싶어
5. 첫눈에 한눈에 (Feat. 버벌 진트)
6. 꺼져 줄게 잘 살아 (feat. 용준형)
7. 애인이 생기면 하고 싶은 일 (With 비)
8. Supa Solo (Feat. 스윙스)
9. Loving You
10. 소문났어요

## 차트
- 가온 디지털 종합차트 - 1위

| 이전 "Someday"―아이유 | 가온 디지털 종합 주간 차트 1위 노래 2011년 2월 6일 | 다음 〈나만 몰랐던 이야기〉―아이유 |